# Eupithecia amathes
Eupithecia amathes là một loài bướm đêm trong họ Geometridae.